# Realness
Realness è l'ottavo album del cantante e drag queen RuPaul. È stato rilasciato il 2 marzo 2015 ed è il suo primo album dove appare l'etichetta del Parental Advisory. L'album è stato rilasciato in coincidenza con l'uscita della settima edizione di America's Next Drag Queen, il programma dove RuPaul è più conosciuto. L'album ha apparenze come Michelle Visage, Rebecca Romijn e Dave Audé, ed altri.
L'album è arrivato al sesto posto nella classifica degli album di Billboard, Billboard Dance/Electronic Albums, ed è arrivato trentottesimo nella classifica Independent Albums. L'album vede il ricongiungimento con il produttore Eric Kupper, produttore del suo album di debutto Supermodel of the World.

## Tracce
1. L.A. Rhythm (ft. Michelle Visage & JROB) – 4:41
2. Color Me Love (ft. Rebecca Romijn & Markaholic) – 3:35
3. I Met Him on the Dance Floor (Interlude) – 0:45
4. I Blame You (ft. Ellis Miah) – 5:19
5. Throw Ya Hands Up (2015) (ft. Lady Bunny and Ellis Miah) – 3:54
6. This Is a Picnic (Interlude) – 0:52
7. Die Tomorrow (ft. Frankmusik) – 3:07
8. The Realness (ft. Eric Kupper) – 3:25
9. A Dream You're Having (Interlude) – 0:26
10. L.A. Rhythm (ft. Michelle Visage & Matt Moss) – 3:38
11. Born Naked [Stadium Remix] (ft. Clairy Browne) – 2:46
12. Drag Mocks Identity (Interlude) – 0:19
13. Step It Up (Dave Audé) – 3:34
14. LGBT (ft. Chi Chi LaRue & Markaholic) – 3:56
15. Thorns of a Rose (Interlude) – 1:31

## Classifiche
| Classifica (2015)                    | Posizione raggiunta |
| ------------------------------------ | ------------------- |
| US Billboard Dance/Electronic Albums | 6                   |
| US Billboard Independent Albums      | 38                  |